# Thomas Herrion
Thomas Herrion (* 15. Dezember 1981 in Fort Worth, Texas; † 20. August 2005 in Denver, Colorado) war ein US-amerikanischer American-Football-Spieler.

## Leben
Thomas Herrion begann seine sportliche Laufbahn als Spieler für die Utah Utes von der University of Utah. In der Saison 2004 gehörte der hochtalentierte Herrion den Trainings-Teams der San Francisco 49ers und Dallas Cowboys an. Von dort wurde er Anfang 2005 für kurze Zeit an die Hamburg Sea Devils in der NFL Europe ausgeliehen. Herrion, 1,90 m groß und 142,9 kg schwer, verstärkte dort die „Offensive Line“. Sein Spitzname war „Big T“ und auch „Train“. Seine beeindruckendste Leistung war neben seinen gefürchteten Blocks im Jahre 2004, als er den Ball, den sein Quarterback fallen ließ, aufnahm und ihn 20 Yards in Richtung Endzone trug.
Herrion brach kurz nach dem Ende eines Saisonvorbereitungsspiels der 49ers gegen die Denver Broncos in der Kabine bewusstlos zusammen und verstarb am gleichen Tag im Krankenhaus.
Bei seiner Autopsie wurde als Todesursache eine ischämische Herzkrankheit festgestellt. Herrions rechte Koronararterie war stark blockiert, was ein Absterben des Herzmuskels zur Folge hatte.